# The Suite Life on Deck
The Suite Life on Deck is een Amerikaanse serie en een spin-off van de Disney Channel Original Series The Suite Life of Zack & Cody.

## Geschiedenis
De serie ging in de Verenigde Staten op 26 september 2008 van start. In Nederland en Vlaanderen was de serie vanaf december 2010 te zien op Disney Channel. Seizoen 2 begon in juni 2011 op Disney Channel. Vanaf 1 juni 2011 was de serie te zien op Disney XD.
Van januari tot augustus 2010 werd het derde seizoen gefilmd. Hoewel Disney het ontkende, werd al snel duidelijk dat dit het laatste seizoen zou worden. Op 20 september 2010 kondigde Disney Channel de productie van een Disney Channel Original Movie gebaseerd op de serie aan.
Op 26 april 2011 maakte Disney bekend dat de serie stopte. Dit gerucht hing al een tijd in de lucht. Op 6 mei 2011 werd de laatste aflevering van het derde seizoen Graduation on Deck uitgezonden in de Verenigde Staten.

## Verhaal
In de serie bevinden Zack en Cody zich op het luxe cruiseschip S.S. Tipton van Londons vader. Het cruiseschip vaart over de wereld met toeristen en studenten. De studenten volgen de klassen aan de Zeven Zeeën School op het achtste dek. De vader van London denkt dat het de enige school is waar London een betere student zal worden. Maar op zee hebben Zack en Cody hun ogen op ellende en London moet leren een "fabu-less" leven te leiden, ook als dat betekent dat ze haar kamer moet delen met het plattelandsmeisje Bailey uit Kansas. Ondertussen regelt Mr. Moseby de zaken op het cruiseschip. Het cruiseschip reist de hele wereld rond en doet landen aan als Italië, Griekenland, India en de Verenigde Staten, waar de hoofdrolspelers verschillende culturen leren kennen.

## Rolverdeling

### Hoofdrollen
| Acteur        | Rol            | Tijd in de serie |
| ------------- | -------------- | ---------------- |
| Dylan Sprouse | Zack Martin    | 2008 – 2011      |
| Cole Sprouse  | Cody Martin    | 2008 – 2011      |
| Brenda Song   | London Tipton  | 2008 – 2011      |
| Doc Shaw      | Marcus Little  | 2009 – 2010      |
| Phill Lewis   | Mr. Moseby     | 2008 – 2011      |
| Debby Ryan    | Bailey Pickett | 2008 – 2011      |

### Nasynchronisatie
| Acteur                                                           | Rol            | Tijd in de serie |
| ---------------------------------------------------------------- | -------------- | ---------------- |
| Ralf Mackenbach                                                  | Zack Martin    | 2010 – 2012      |
| Christian Nieuwenhuizen seizoen 1-2 en Tjeerd Melchers seizoen 3 | Cody Martin    | 2010 – 2012      |
| Eva Burmeister                                                   | London Tipton  | 2010 – 2012      |
| Ruurt de Maesschalck                                             | Mr. Moseby     | 2010 – 2012      |
| Eline Blom                                                       | Bailey Pickett | 2010 – 2012      |
| Alma Nieto                                                       | Emma Tutweiler | 2010 – 2012      |
| Boyan van der Heijden                                            | Woody Fink     | 2010 – 2012      |
| Rogier Komproe                                                   | Kirby Morris   | 2010 – 2012      |
| Jimmy Lange                                                      | Marcus Little  | 2011 – 2012      |

### Bijrollen
| Acteur               | Rol                | Opmerking                                                      |
| -------------------- | ------------------ | -------------------------------------------------------------- |
| Kim Rhodes           | Carey Martin       | Moeder van Zack & Cody, komt in 4 afleveringen voor            |
| Erin Cardillo        | Emma Tutweiler     | Lerares                                                        |
| Matthew Timmons      | Woody Fink         | Kamergenoot van Cody                                           |
| Windell Middlebrooks | Kirby Morris       | Bewaker op het schip                                           |
| Ashley Tisdale       | Maddie Fitzpatrick | In één aflevering                                              |
| Brian Stepanek       | Arwin Hawkhauser   | Klusjesman van Tipton Hotel (seizoenen 1 en 3)                 |
| Rachael Kathryn Bell | Addison            | Hyperactief meisje (seizoenen 1 t/m 3)                         |
| Justin Kredible      | Armando            | Goochelaar, vriendje van London in een aflevering in seizoen 2 |
| Zoey Deutch          | Maya Bennet        | "Vriendin" van Zack in seizoen 3                               |

### Gastrollen
- Miley Cyrus – Miley Stewart/Hannah Montana (seizoen 1, afl."Double-Crossed")
- Emily Osment – Lilly Truscott/Lola Luftnagle (seizoen 1, afl. "Double-Crossed")
- Selena Gomez – Alex Russo (seizoen 1, afl. "Double-Crossed")
- David Henrie – Justin Russo (seizoen 1, afl. "Double-Crossed")
- Jennifer Stone – Harper Finkle (seizoen 1, afl. "Wizards on Deck with Hannah Montana")
- Jake T. Austin – Max Russo (seizoen 1, afl. "Double-Crossed")
- Jennifer Tisdale – Connie (seizoen 1, afl. "Flowers and Chocolate", afl. "Cruisin for a Bruisin")
- Hutch Dano – Moose (seizoen 1 en 3, afl. "Mulch Ado about Nothing", afl. "Twister Part 2")
- Jordin Sparks – Haarzelf (seizoen 2, afl. "Crossing Jordin")
- Kathie Lee Gifford – Cindy (seizoen 2, afl. "Model Behavior")
- George Takei – Rome Tipton (seizoen 2, afl. "Starship Tipton")
- Sean Kingston – Zichzelf (seizoen 3, afl. "Party On!")
- Dwight Howard – Zichzelf (seizoen 3, afl. "Twister Part 1")
- Deron Williams – Zichzelf (seizoen 3, afl. "Twiter Part 1")
- Kevin Love – Zichzelf (seizoen 3, afl. "Twister Part 1")
- John Michael Higgins – Wilfred Tipton (seizoen 3, "Twister Part 3")

## Afleveringen
| Seizoen              | Afleveringen | Uitgezonden in de Verenigde Staten | Uitgezonden in Nederland/Vlaanderen |
| -------------------- | ------------ | ---------------------------------- | ----------------------------------- |
| 1                    | 21           | 2008 – 2009                        | 2010 – 2011                         |
| 2                    | 28           | 2009 – 2010                        | 2011 – 2012                         |
| 3                    | 22           | 2010 – 2011                        | 2012                                |
| The Suite Life Movie | –            | 25 maart 2011                      | 21 december 2012                    |

1. ↑  Inclusief 2 afleveringen die uit 2 delen bestaan.

## The Suite Life Movie
Van 27 september 2010 tot 1 november 2010 werd de eerste langspeelfilm gefilmd, gebaseerd op The Suite Life on Deck. Ook hierin spelen Cole & Dylan Sprouse de hoofdrol, ook de rest van de acteurs spelen in de film. De film werd geregisseerd door Sean McNamara. De film speelt zich af net voor de laatste aflevering van het derde seizoen Graduation on Deck. Met de film werden de opnames van Zack & Cody afgesloten en is het einde van de merchandise.
De film ging in première op 25 maart 2011 op de Amerikaanse Disney Channel. In Nederland en Vlaanderen kwam de film op 21 december 2012 op Disney Channel.